# Schans van Dorpveld

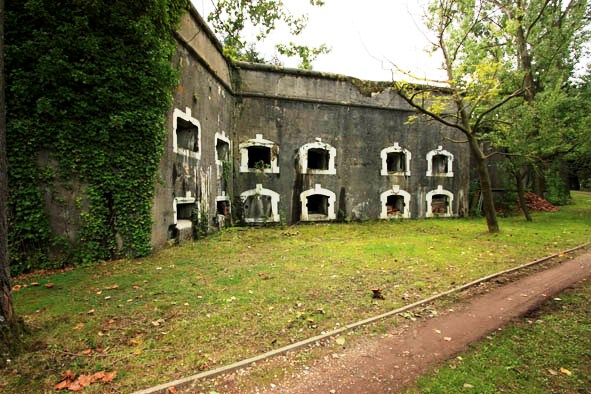
Schans van Dorpveld

Schans Dorpveld is een schans in de Antwerpse plaats Sint-Katelijne-Waver, gelegen aan Generaal Deschachtstraat 17.

## Geschiedenis
Deze zogenaamde halve schans werd gebouwd in 1906-1914. Het is een onderdeel van de buitenste fortengordel waar om de 5 kilometer een fort werd gebouwd. Tussen de forten werd een schans gebouwd maar in Sint-Katelijne-Waver was dat niet mogelijk, omdat het dorp precies tussen twee forten in zat: het Fort van Sint-Katelijne-Waver en het Fort van Koningshooikt. Daarom werd het dorp geflankeerd door twee halve schansen.
De schans werd op 29 september 1914 door de Duitsers beschoten. De sporen daarvan zijn nog te zien. Omstreeks 1935 werden er op de schans nog twee mitrailleurbunkertjes gebouwd. In 1947 werd de schans door het leger afgedankt, daar hij geen militaire betekenis meer bezat.